# Grecale
Il grecale o greco è un vento mediterraneo che soffia da nord-est. Tale direzione è indicata simbolicamente nella cosiddetta rosa dei venti. Soffia con particolare frequenza soprattutto sulle regioni del Mediterraneo centrale e su quelle adriatiche. Il vento è così denominato perché dall'isola di Zante, punto di riferimento della rosa dei venti, soffia da nord-est in corrispondenza, appunto, della Grecia.
Per Dante il grecale era il vento schiavo, così come per i veneziani che al di là dal mare avevano la Schiavonia o Slavonia, regione geografica e storica della Croazia orientale.

## Stagione invernale
Nella stagione invernale, il vento assume spesso le caratteristiche di vento freddo e secco associato alla discesa di aria artica continentale o dai Balcani, soffiando spesso con intensità moderata o forte.
La sua azione si innesca in presenza di strutture di alta pressione centrate a nord delle Alpi, che convogliano l'aria verso una zona di bassa pressione che si approfondisce a latitudini più meridionali, generalmente tra l'Italia meridionale e il Mar Egeo. La sua entrata nel bacino centrale del Mediterraneo avviene attraverso una delle "porte" che si aprono lungo la catena montuosa dei Balcani in corrispondenza delle coste dell'Adriatico orientale, dove presenta caratteristiche di vento molto freddo e secco.
Attraversato il Mar Adriatico, il vento impatta lungo il versante orientale della dorsale appenninica, ove si forma il muro dello stau, che porta tempo molto perturbato e freddo a est e clima asciutto e secco a ovest, pur con temperature basse.

## Stagione estiva
Durante l'estate, il vento di grecale soffia come brezza di terra lungo le coste del Tirreno e come brezza di mare lungo il litorale adriatico.
In presenza di una rimonta dell'anticiclone subtropicale africano con massimo pressorio al suolo situato a nord delle Alpi, la ventilazione al suolo risulta diffusamente nord-orientale tra il debole e il moderato e contribuisce ad innalzare notevolmente le temperature sulla Pianura padana e lungo le regioni centro-settentrionali tirreniche per effetto favonizzante dei rilievi montuosi.

## Altre caratteristiche
Il vento di grecale può essere associato a tempo perturbato anche lungo le regioni del versante tirrenico e sulla Pianura padana, quando si forma un minimo depressionario in quota sui mari a ovest della penisola italiana ed un minimo al suolo tra l'Adriatico e lo Ionio. Il grecale delle volte migliora il tempo, ma a volte lo peggiora.
In questo caso le correnti in quota possono essere occidentali o sud-occidentali, associate al passaggio dei sistemi perturbati, mentre i venti al suolo risultano soffiare da nord-est. Tale configurazione, se associata nella stagione invernale alla discesa di aria artica marittima dalla porta del Rodano, può creare le condizioni adatte per le nevicate a quote bassissime e anche in pianura sulle regioni occidentali italiane.
Il grecale è probabilmente uno dei venti che può spirare più intensamente sulla penisola italiana, se non il più intenso; infatti le configurazioni che attivano una ventilazione da nord-est sulla penisola possono raggiungere in casi eccezionali connotazione parossistiche, con ingenti gradienti barici, anche di oltre 30 o addirittura 40 millibar fra Italia e Francia; gradienti barici così estremi difficilmente si sviluppano con altre configurazioni (anche se la cosa non è impossibile). Questi eventi sono rari, ma quando accadono generano alcune delle tempeste di vento più intense che si possono riscontrare sul territorio italiano.
Esempi di ciò sono le poco conosciute ma estremamente potenti "grecalate" del 30 e 31 dicembre 1974, che risultò particolarmente intensa al centro-sud e causò ingenti danni, e del 21 gennaio 1981, che portò anch'essa diversi danni in varie zone del meridione. Più recentemente si può ricordare la tempesta di vento che ha colpito la penisola fra il 5 e il 6 marzo 2015 che, a differenza dei due esempi precedenti, è risultata particolarmente intensa al centro-nord, in special modo in Toscana dove le raffiche di grecale hanno diffusamente superato i 100 km/h, arrivando localmente anche a 150 km/h o più, risultando uno degli eventi meteorologici più estremi che abbiano colpito la regione e la penisola in generale negli ultimi 10-20 anni, causando ingenti danni su tutta la regione e anche in altre parti della penisola. Solo lo scirocco e localmente il libeccio e il maestrale (in special modo sulla Sardegna) possono raggiungere velocità simili sul territorio italiano.